# Майкл Джексон в филателии

Аннулированные почтовые марки Британских Виргинских островов, посвящённые Майклу Джексону (1986)

В филателии отдельный интерес для коллекционеров представляют материалы, посвященные известному американскому певцу Майклу Джексону (1958—2009). Майклу Джексону посвящены почтовые марки и другие филателистические материалы острова Сент-Винсент, Британских Виргинских островов, Буркина-Фасо, Анголы, Бурунди, Гвинеи и других стран.
В большинстве случаев подобные выпуски следует рассматривать в качестве спекулятивных, поскольку к их изготовлению и выбросу на филателистический рынок причастны зарубежные коммерческие агентства наподобие Межправительственной филателистической корпорации. Существует также немало фальшивых марок, эксплуатирующих тему о Майкле Джексоне.

## Описание выпусков

### Сент-Винсент и Гренадины
Первый в мире выпуск знаков почтовой оплаты, посвящённых Майклу Джексону и запечатливших его портреты, состоялся 2 декабря 1985 года. Это были восемь марок Сент-Винсента — четыре сцепки по две марки номиналом в 60 центов, 1, 2 и 5 долларов (Mi #890—893; Sc #894—897), а также четыре почтовых блока с четырьмя марками на каждом, которые имели номиналы: 45 центов, 90 центов, 1,50 и 4 доллара (Mi #894—897; Sc #898—901). Кроме того, имеются четыре конверта первого дня.
25 ноября 1991 года Майкл Джексон был повторно представлен на однодолларовой почтовой миниатюре этого карибского островного государства (Sc #1564a), которая была включена в один из почтовых блоков с портретами известных людей современности (Sc #1564).

### Британские Виргинские острова
Весной 1986 года, после того как жители Британских Виргинских островах выбрали Майкла Джексона суперзвездой, которую они хотели бы почтить на марках, там были изготовлены две почтовые марки с изображением певца и его автографом, номиналом в 1,5 доллара каждая. Однако выпуск марок был аннулирован из-за наличия нормы закона, который гласит, что из живущих людей на марках можно помещать изображения только членов королевской семьи Великобритании. Тем не менее известны сохранившие экземпляры этих марок, заранее распространённых в рекламно-информационных целях.

Почтовый блок Танзании, посвящённый Майклу Джексону, на конверте первого дня (1990)

### Танзания
30 марта 1990 года в Танзании были выпущены восемь марок и два почтовых блока (Sc #580—589), посвящённые чернокожим артистам («Black Entertainers»). На одном из почтовых блоков, номиналом в 350 шиллингов (Sc #588), изображён Майкл Джексон. Производилось также гашение первого дня. Достоверно известно, что марки распространялись на филателистическом рынке Межправительственной филателистической корпорацией.
Образ артиста был ещё раз запечатлён на танзанийской марке достоинством в 250 шиллингов, вышедшей 1 декабря 1995 года (Sc #1414i). Она была последней на малом листе (Sc #1414) из девяти марок «Звёзды рок-н-ролла» («Rock and Roll Stars»).

### Гренада
Марка Гренады (Sc #2156b) в честь певца появилась 19 ноября 1992 года на малом листе в честь обладателей Золотого диска в поп-музыке (Sc #2156). Номинал миниатюры — 90 центов.

### Центральноафриканская Республика
В аналогичной серии почтовое ведомство Центральноафриканской Республики издало 21 июля 1995 года марку (Sc #1097) с изображением Майкла Джексона и номиналом в 500 франков.

### Буркина-Фасо
Буркина-Фасо эмитировала почтовые марки в честь певца в числе других поп-звёзд 14 мая 1996 года, хотя сами миниатюры датированы 1995 годом. Марка с портретом Джексона (Sc #1055) открывала серию, имела номинал 150 франков и была выпущена в малых и в больших листах: по одной марке — размером 125 × 100 мм и по четыре марки — размером 125 × 165 мм.

## Спекулятивные и фальшивые выпуски
Филателистическая ценность материалов о Майкле Джексоне может быть сомнительна. Учитывая спекулятивный характер выпусков в память о нём, следует с осторожностью подходить к их коллекционированию. Распростряняемые в мире от имени некоторых государств и территорий филателистические материалы с портретами знаменитого исполнителя могут также являться фальшивыми и отсутствовать в каталогах, как, например, марки Молдавии, Кыргызстана, Туркменистана, Республики Тува, «Республики Батум», «Еврейской Республики» и т. п.

### Примеры
Ниже даны отдельные примеры филателистических материалов, спекулятивность или фальшивость которых может быть подтверждена каталогами либо их аутентичность требует дальнейшей проверки.

#### Румыния
1 октября 1992 года Майкл Джексон пел на концерте в Бухаресте (Румыния). На филателистическом рынке можно обнаружить посвящённое этому событию специальное гашение, выполненное на художественных немаркированных конвертах.

#### Ангола
В 1999 году в Анголе вышла почтовая марка, посвящённая группе «The Jackson 5» (номинал марки — 500 тыс. кванза). Одним из пяти исполнителей на сцене изображён Майкл. В то же время каталог «Скотт» не считает эту марку, как и целый ряд других наводнивших рынок ангольских выпусков того периода (Sc #1067—1078; аннулированы в каталоге), официально произведёнными от имени почтовой администрации Анголы.

#### США
Почтовой службой США (USPS) якобы был издан конверт первого дня «„Thriller“ MTV», гашение которого проводилось 12 января 2000 года в Тайтусвилле в штате Флорида, но который, на самом деле, не имеет никакого отношения к выпускам USPS.

#### Артимарка Кунса
В 1994 году в США разгорелся скандал по поводу артимарки с изображением скульптуры Джеффа Кунса «Майкл Джексон и Бабблс» («Michael Jackson and Bubbles»). Артимарка, имитировавшая почтовую марку США, была создана в Нью-Йорке объединением художников «First Issue Reserved Edition» (F.I.R.E.) и продавалась частным образом коллекционерам. Когда артимарка стала пользоваться спросом, скульптор и филателист Джефф Кунс обвинил художников в нарушении его авторских прав, заключавшемся в незаконном изображении его скульптуры на марке Тем не менее данную артимарку по-прежнему можно приобрести через дистрибьюторов продукции F.I.R.E..